# الليل له عيون (فلم)
الليل له عيون، صدر في الولايات المتحدة باسم بيت الرعب من قبل شركة Producers Releasing Corporation وأعيد إصداره في الولايات المتحدة بواسطة Cosmopolitan Pictures في عام 1949 بإسم جنون ضوء القمر، هو فيلم إثارة بريطاني عام 1942 أخرجته ليزلي أرليس وبطولة جيمس ماسون، جويس هوارد، ويلفريد لوسون، ماري كلير وتاكر ماجواير. وهو مقتبس من رواية عام 1939 التي تحمل نفس العنوان للكاتب آلان كينينجتون.

## القصة
تسافر مدرستان شابتان إلى يوركشاير مورز حيث اختفت صديقتهما قبل عام، ولم يمض وقت طويل قبل أن تقابلا رجلاً تعتقدان أنه قاتلها. في تلك الليلة، تندلع عاصفة عنيفة، وتتقطع بهم السبل في المنزل الذي يقيمون فيه.

## طاقم التمثيل
- جيمس ماسون في دور ستيفن ديريميد

- ويلفريد لوسون في دور جيم ستوروك

- جويس هوارد في دور ماريان آيفز

- ماري كلير في دور السيدة رينجر

- تاكر ماجواير بدور دوريس

- جون فرنالد في دور دكتور باري راندال

- دوروثي بلاك في دور آنسة فينويك

- ايمي دالبي في دور آنسة ميجز

## الإستقبال النقدي
وصف ليونارد مالتين الفيلم بأنه «لغز جيد»؛ أطلق عليها أولموفي «مبرد بريطاني مشدود». وكتب TV Guide على الرغم من كونه ميلودراميًا ومرتبطًا بالمسرح الصوتي، إلا أن Terror House لا يزال فعالًا وغريبًا.